# 23andMe
23andMe — приватна біотехнологічна компанія, що знаходиться в Маунтін-В'ю. Компанія отримала назву від 23 пар хромосом, що містяться в нормальній (соматичній) людській клітині.

## Історія
Компанія 23andMe була заснована Ліндою Авей, Полом Касензою та Енн Воджицкі (колишня дружина Сергія Бріна) у 2006 році для забезпечення тестування ДНК та інтерпретацію результатів тестування для індивідуальних споживачів. У 2007 році Google разом з Genentech, New Enterprise Associates, and Mohr Davidow Ventures вклали в компанію $3.9 млн дол.
Касенза покинув компанію у 2007 році. Авей покинула компанію у 2009 році.
У 2012 році 23andMe отримав 50 мільйонів доларів у серію D Venture Round, майже подвоївши існуючий капітал в розмірі 52,6 млн доларів. У 2015 році 23andMe отримав 115 млн доларів у серії E, збільшуючи загальний капітал до 241 млн доларів.
У вересні 2017 року компанія отримала 230 млн доларів у венчурному фінансуванню з оцінкою 1,5 мільярдів доларів. Згодом повідомлялося, що компанія отримала 250 млн доларів, за оцінкою 1,75 мільярда доларів.
25 липня 2018 року, 23andMe оголосила про партнерство з GlaxoSmithKline, щоб дозволити фармацевтичній компанії використовувати результати тестів 5 млн клієнтів для розробки нових препаратів. GlaxoSmithKline інвестував 300 мільйонів доларів США.
У січні 2020 року 23andMe оголосила про звільнення близько 100 своїх співробітників.
У липні 2020 року, 23andMe та GlaxoSmithKline оголосили про перше клінічне випробування свого партнерства: було спільно розроблено препарат для лікування раку.
У грудні 2020 року компанія отримала 82,5 млн. доларів, в результаті чого загальна сума надходжень за ці роки зросла до більш ніж $850.
У лютому 2021 року компанія заявила, що вона вступила до остаточної угоди про об'єднання з компанією VG Acquisition Corp, створеною Річардом Бренсоном, спеціально для злиття, у транзакції 3,5 мільярдів доларів.
У червні 2021 року компанія успішно закриває своє злиття з VG Acquisition Corp. Об'єднана компанія отримала назву 23andMe Holding Co., розпочала торгувати на Nasdaq, який почався 17 червня 2021 року під новим символом "ME".

## Послуги компанії
Компанія надає два типу послуг для користувачів. Обидві послуги потребують передачи зразків слини, зібранної за допомогою набору для збору слини, який користувач повинен надіслати в лабораторію для аналізу ДНК.

### Ancestry Service
Ця послуга допомагає зрозуміти звідки походить ДНК користувача та історію його сім'ї. Для цієї послуги компанія аналізує, збирає та надає інформацію про ДНК у звіті. Звіт містить дані про походження користувача, гаплогрупу, генів неандертальців в ДНК, ДНК сім'ї користувача і надає доступ до інструменту, який дозволяє користувачу сервісу спілкуватися з родичами, яких знаходять за збіжностями в ДНК. Даний сервіс коштує $99.

### Health + Ancestry Service
Даний тип послуги дає уявлення про генетичні ризики здоров'я, риси та походження. Компанія аналізує, компілює та надає інформацію, отриману з аналізу ДНК користувача, у більше ніж 75 звітах, до яких можна отримати доступ в Інтернеті через особистий кабінет, та ділитися результатами з родиною та друзями. Даний сервіс коштує $199.
Користувач послуги Ancestry Service може покращити послугу до Health + Ancestry Service. Підключення другої послуги коштує $125.